# Ryszard Gansiniec
Ryszard Gansiniec, także Ganszyniec (ur. 6 marca 1888 w Siemianowicach Śląskich, zm. 8 marca 1958 w Krakowie) – polski filolog klasyczny, historyk kultury, profesor uniwersytetów Poznańskiego, Lwowskiego, Wrocławskiego i Jagiellońskiego, członek PAU.

## Życiorys
Był synem Ignacego Gansińca (maszynista hutniczy) i Elżbiety z domu Grabiger; kształcił się w gimnazjach w Nysie i Mödling koło Wiednia. W 1908 podjął studia teologiczne w Seminarium Duchownym w Wiedniu (przerwał je w 1910), następnie studiował filologię klasyczną i germanistykę na uniwersytetach w Münster i Berlinie (1911-1915). W latach 1915–1918 odbył przymusową służbę wojskową w armii pruskiej. W 1917 na uniwersytecie berlińskim obronił doktorat na podstawie pracy De Agathodaemone.
W 1914 podjął pracę jako asystent w Museum für Völkerkunde w Berlinie; od 1915, niezależnie od służby wojskowej, był pracownikiem naukowym Katedry Filologii Klasycznej Uniwersytetu Warszawskiego. Zorganizował bibliotekę filologiczną UW; utracił pracę w 1917 ze względu na zbyt życzliwy stosunek do polskiej młodzieży patriotycznej. W 1919 został profesorem nadzwyczajnym Uniwersytetu Poznańskiego i objął I Katedrę Filologii Klasycznej; rok później przeniósł się na Uniwersytet Lwowski, gdzie również został kierownikiem I Katedry Filologii Klasycznej oraz profesorem zwyczajnym. W latach 1930–1939 był właścicielem prywatnej drukarni we Lwowie. Jako ochotnik w stopniu szeregowego piechoty wziął udział w wojnie obronnej 1939; powrócił następnie do pracy na uniwersytecie (już pod nazwą Uniwersytet im. Iwana Franki), gdzie nadal kierował Katedrą Filologii Klasycznej. Od 1941 pracował jako murarz i urzędnik w Chłodni Lwowskiej. Przesłuchiwany przez sowietów w 1944 na temat rzekomej "kolaboracji" lwowskich uczonych z Niemcami stwierdził, że z władzami niemieckimi kolaborował, ale Józef Stalin. Za swoją patriotyczną postawę w więzieniu przesiedział do maja 1945. Wraz z polskimi mieszkańcami, instytucjami naukowymi, kulturalnymi i kościelnymi, zmuszony przez sowietów do ekspatriacji, opuścił Lwów w jednym z ostatnich transportów w 1946, udając się do Wrocławia. Do końca wierzył, że Lwów pozostanie przy Polsce.
Po wojnie został profesorem i kierownikiem III Katedry Filologii Klasycznej Uniwersytetu Wrocławskiego (1946-1948); w 1948 przeniósł się na Uniwersytet Jagielloński, gdzie objął kierownictwo Zakładu Kultury Antycznej przy I Katedrze Filologii Klasycznej. W latach 1952–1955 kierował I Katedrą Filologii Klasycznej; później był kierownikiem Zakładu Filologii Greckiej przy Katedrze Filologii Klasycznej. Został pochowany na Cmentarzu Salwatorskim w Krakowie.
Przez kilkadziesiąt lat pracy dydaktycznej prowadził wykłady z hellenistyki, religioznawstwa, dziejów humanistyki polskiej, historii literatury łacińskiej i greckiej. Od 1945 członek korespondent, od 1951 członek czynny PAU; w latach 1950–1952 przewodniczył Komisji Filologicznej PAU. Od 1921 był członkiem czynnym Towarzystwa Naukowego we Lwowie.
Przygotował wydanie dzieł wszystkich Horacego (1937) oraz Eneidy Wergiliusza (1938), a wspólnie z Aleksandrem Birkenmajerem, Stefanem Kubicą i Witoldem Taszyckim Psałterz floriański łacińsko-polsko-niemiecki (1939). Kierował również edycją kilku serii wydawniczych - "Biblioteka Filomaty", "Przekłady pisarzy greckich i łacińskich", "Zbiór pisarzy polsko-łacińskich", "Scriptores Latini et Graeci". Prowadził badania nad życiem i twórczością m.in. Macieja Kazimierza Sarbiewskiego, Andrzeja Krzyckiego, Jana Dantyszka i Klemensa Janickiego. Interesował się działalnością Mikołaja Kopernika jako lekarza i wykładowcy w Rzymie, przygotował krytyczne opracowanie tekstu De revolutionibus orbium coelestium. Zbadał warsztat naukowy i literacki dominikanina Mikołaja z Polski, nadwornego lekarza Leszka Czarnego, na podstawie czego omówił poziom nauk lekarskich w średniowiecznej Polsce. Określił czas powstania nagrobka i epitafium Bolesława Chrobrego na lata 40. XIV wieku. Analizował dawną polsko-łacińską epistolografię miłosną.
Współpracował z szeregiem periodyków, m.in. wydawanym przez Akademię Pruską "Corpus Medicorum" (1912-1915), z "Realencyklopedie der class. Altertumswissenschaft" (1915, autor 35 haseł), z "Przeglądem Humanistycznym", "Eos", "Hermaion", "Eus Supplementa", "Kwartalnikiem Klasycznym",
Założył i wydawał "Filomatę", "Palaestrę", "Przegląd Klasyczny".
Profesor Gansiniec zajmował się również etnografią, folklorem, historią magii i wróżbiarstwa. W trakcie swoich badań niejednokrotnie sięgał do archeologii. W rozprawie pt. La double hache est-elle un symbole religieux? (Lwów 1925) skorygował panujące powszechnie poglądy archeologów, według których podwójna siekiera, znana ze znalezisk kreteńskich, była symbolem religijnym i przedmiotem kultu. Gansiniec wykazał, że była ona jedynie symbolem władzy królewskiej. W artykule Grobowiec Bolesława Chrobrego zbadał historię tego grobowca, wykorzystując skrupulatnie wszystkie źródła literackie, i w ten sposób przygotował grunt do badań wykopaliskowych nad tym ważnym zabytkiem.

## Stopnie i tytuły naukowe[2]
- magister
- 1917: doktorat na Uniwersytecie Berlińskim
- 1919–1920: profesor nadzwyczajny w Katedrze Filologii Klasycznej Uniwersytetu Poznańskiego
- profesor zwyczajny

## Sprawowane funkcje[2]
- Pracownik naukowy w Katedrze Filologii Klasycznej Uniwersytetu Warszawskiego (1915–1917)
- Kierownik Katedry Filologii Klasycznej Uniwersytetu Lwowskiego (1920–???)
- Kierownik Katedry Filologii Klasycznej Uniwersytetu Wrocławskiego (1946–1948)
- Kierownik Zakładu Kultury Antycznej przy Katedrze Filologii Klasycznej (1948–???)
- Członek korespondent (od roku 1945), członek czynny (od 1951) PAU
- Kierownik Katedry Filologii Klasycznej, następnie kierownik Zakładu Filologii Greckiej przy Katedrze Filologii Klasycznej (1952–1955)
- Przewodniczący Komisji Filologicznej PAU (1950–1952)
- Członek czynny Towarzystwa Naukowego we Lwowie (od 1921)
- Redaktor następujących czasopism: „Eos” (1921–1934), „Kwartalnik Klasyczny” (1927–1934), „Przegląd Humanistyczny” (1930–1934).

## Publikacje

### Książki
- Hippolytos Capitel gegen die Magier Refutatio (1913)
- Die biologische Grundlage der jonischen Philosophie (1920)
- Brata Mikołaja z Polski pisma lekarskie (Poznań, 1920)
- Der Ursprung der Zehngebotafeln. Eine motivgeschichtliche Studie (Berlin, 1920)
- Pas magiczny (Lwów, 1922)
- Aristoteles quid de tragoediae comoediaque primordiis docuerit (1924)
- Pierścień w wierzeniach ludowych starożytnych i średniowiecznych (Lwów, 1924)
- Polskie listy miłosne dawnych czasów (Lwów, 1925)
- Nagrobek Bolesława Wielkiego (Poznań, 1951)
- Istota prozodii (1952)
- Powstanie średniowiecznej prozy łacińskiej rytmicznej i rymowanej (1952)
- "Metrificale" Marka z Opatowca oraz inne traktaty gramatyczne XIV i XV wieku (Wrocław, 1960)

### Artykuły
- Aphrodite Epitragia et les choeurs tragiques, „Bull, de Correspondance Hellénique” XLVII (1923), 431–449.
- Studien zu den Kyraniden I-IV w: Byzantinisch-Neugriechische Jahrbücher, Michigan (1920-1923)
- Bibliografia horatiańska, „Przegląd Klasyczny” 1 (1935) 585–668.
- Eucharystia w wierzeniach i praktykach ludu, "Lud", t. 44 (1957), s. 45-117.
- Grobowiec Bolesława Chrobrego, „Archeologia” 3 (1949), 123–168.